# Kids' WB
Kids' WB è stato un programma televisivo statunitense, di genere contenitore televisivo destinato alla TV dei ragazzi.
Trasmetteva cartoni animati nei pomeriggi durante la settimana e il sabato mattina su The WB Television Network (dal 2006 su The CW Television Network). Venne poi chiuso nel 2008 e venduto alla 4Kids Entertainment per formare The CW4Kids.
Kids' WB venne rilanciato come network online il 28 aprile 2008. Trasmette cartoni di Looney Tunes, Hanna-Barbera Cartoon Network e DC Comics.